# Мост Бронкс — Уайтстоун
Мост Бронкс — Уайтстоун (часто используется короткое название Мост Уайтстоун или просто Уайтстоун) — один из подвесных мостов в городе Нью-Йорк, пересекающий пролив Ист-Ривер. Мост соединяет городские районы Куинс на острове Лонг-Айленд и Бронкс материковой части Соединённых Штатов Америки, по мосту проходит федеральная автотрасса I-678. Мост был спроектирован Осмаром Амманном и открыт 29 апреля 1939 года в четырёхполосном исполнении.
Мост целиком принадлежит городу Нью-Йорку, а его управлением занимается MTA Bridges and Tunnels — филиал по управлению мостами и тоннелями в составе городской транспортной компании Metropolitan Transportation Authority.

## Тарифы
По состоянию на конец августа 2018 года проезд по мосту является платным. Оплата проезда происходит одним из двух следующих способов и зависит от наличия оформленного на транспортное средство транспондера — специального приемо-передающего устройства, расположенного в автомобиле и предназначенного для бесконтактной оплаты проезда по платным участкам автомагистралей. Для проезда по этому мосту используются транспондеры системы E-ZPass, которые выпускает Клиентский центр обслуживания E-ZPass в Нью-Йорке.
При наличии указанного зарегистрированного транспондера, оплата проезда происходит бесконтактно: средства списываются с баланса транспондера. При этом стоимость проезда составляет $5.76 для легковых и грузовых автомобилей и $2.51 для мотоциклов. Данная бесконтактная автоматическая оплата проезда заработала на мосту 30 сентября 2017 года.
В случае отсутствия транспондера системы E-ZPass или недостатка баланса средств на нём оплата проезда осуществляется постфактум. При въезде и выезде с моста функционируют камеры, которые фотографируют номера таких автомобилей, а затем система присылает по почте счёт владельцу транспортного средства. Стоит отметить и повышенные тарифы при таком «традиционном» способе оплаты проезда: стоимость проезда для автомобилей составляет $8.50, а для мотоциклов — $3.50.
Пункты оплаты проезда за наличный расчёт при въезде на мост были демонтированы в 2017 году. Сейчас пересечение моста по автотрассе в любом случае происходит в безостановочном режиме.

## Общественный транспорт
По мосту пролегает два городских маршрута автобусов: Q44 (Select-Bus-Service), обслуживаемый NYCTA, и Q50-Limited (бывший QBx1), обслуживаемый MTA Bus.
В 1943 году, после расширения проезжей части до трёх полос в каждую сторону, на мосту был ликвидирован тротуар, а результате чего было запрещено и пересечение Ист-Ривер по этому мосту на велосипеде. Велосипедисты были вынуждены пользоваться автобусами QBx1 (тогда под управлением другого перевозчика) для поездок через мост, пользуясь велосипедными площадками в автобусах. Однако с 2005 года, после передачи маршрутов старой транспортной компании к MTA Bus, поменялись и модели обслуживающих маршрут автобусов, и в них не была предусмотрена возможность провоза велосипедов. В результате велосипедисты стали вынуждены использовать мост Трайборо. Согласно заявлениям МТА, автобусы с велосипедными площадками должны быть возвращены на маршрут Q50-LTD в 2018 году.